# A Letter to Katherine December
A Letter to Katherine December è il secondo album studio del cantautore statunitense Jake Holmes, pubblicato nel 1968.

## Tracce
Tutti i brani sono stati composti da Jake Holmes
Lato A
1. Saturday Night – 2:45
2. Late Sleeping Day – 2:22
3. Chase Your Eyes – 5:10
4. The Diner Song – 2:25
5. High School Hero – 2:45
6. Moving Day – 4:01

Durata totale: 19:28
Lato B
1. Leaves Never Break – 4:12
2. It's Always Somewhere Else – 3:02
3. Sleeping Woman – 2:04
4. Houston Street – 4:10

Durata totale: 13:28
Edizione CD, pubblicato dalla It's About Music.com
1. Saturday Night – 2:10
2. Late Sleeping Day – 3:21
3. Chase Your Eyes – 3:26
4. The Diner Song – 2:30
5. High School Hero – 3:19
6. Moving Day – 2:36
7. Leaves Never Break – 4:42
8. It's Always Somewhere Else – 2:28
9. Sleeping Woman – 3:12
10. Houston Street – 4:32
11. Genuine Imitation Life – 4:21 – Bonus track - Live 1967 at The Bitter End in NYC
12. Sleeping Woman – 3:13 – Bonus track - Live 1967 at The Bitter End in NYC

Durata totale: 39:50

## Musicisti
- Jake Holmes - chitarre, voce
- Ted Irwin - chitarre, chitarra solista
- Mike Griffin - pianoforte, tromba, trombone, chitarre
- Dave Brown - batteria, percussioni